# Stillhetens kapell
Stillhetens kapell är en kyrkobyggnad i Nederluleå församling, Luleå stift. Kapellet ligger på kyrkogården i Gammelstad.

## Bakgrund
För att minska belastningen på Nederluleå kyrka, vilken besöks av ett stort antal turister, byggdes kapellet som invigdes år 2013. Kapellet är tänkt att kunna användas för ceremonier från alla trosriktningar.